# Seznam přírodních parků v Česku
Seznam přírodních parků v Česku obsahuje seznam přírodních parků v České republice, seřazený podle kraje a názvu přírodního parku, doplněný o souřadnice, obrázek, datum vyhlášení a rozlohu v hektarech.
Přírodní park (zkracováno jako PřP, někdy též PPk) je v Česku obecně chráněné území podle zákona č. 114/1992 Sb. o ochraně přírody a krajiny. Přírodní parky zřizují krajské úřady a hlavní město Praha vyhláškou, ve které omezují činnosti, jež by mohly vést k rušení, poškození nebo k zničení dochovaného stavu území, cenného pro svůj krajinný ráz a soustředěné estetické a přírodní hodnoty.
Předchůdcem přírodních parků byly tzv. klidové oblasti, které však byly zřizované pro omezení negativních vlivů na rekreační využívání těchto oblastí. Z klidových oblastí se podle uvedeného zákona staly přírodní parky.
K roku 2012 bylo v Česku celkem 153 přírodních parků.
| Kraj                        | Přírodní park               | Souřadnice                      | Obrázek | Galerie                                                                  | Vyhlášeno | Rozloha (ha) | Poznámky                        |
| --------------------------- | --------------------------- | ------------------------------- | ------- | ------------------------------------------------------------------------ | --------- | ------------ | ------------------------------- |
| Praha                       | Botič-Milíčov               | 50°1′19″ s. š., 14°32′22″ v. d. |         | Kategorie „Nature park Botič–Milíčov“ na Wikimedia Commons               | 3/1984    | 824          |                                 |
| Praha                       | Drahaň-Troja                | 50°8′42″ s. š., 14°24′52″ v. d. |         | Kategorie „Nature park Drahaň-Troja“ na Wikimedia Commons                | 8/1990    | 578,8        |                                 |
| Praha                       | Hostivař-Záběhlice          |                                 |         | Kategorie „Nature park Hostivař-Záběhlice“ na Wikimedia Commons          | 8/1990    | 423          |                                 |
| Praha                       | Košíře-Motol                |                                 |         | Kategorie „Nature park Košíře-Motol“ na Wikimedia Commons                | 3/1991    | 354          |                                 |
| Praha                       | Klánovice-Čihadla           |                                 |         | Kategorie „Přírodní park Klánovice - Čihadla“ na Wikimedia Commons       | 3/1991    | 907,7        |                                 |
| Praha                       | Modřanská rokle-Cholupice   |                                 |         | Kategorie „Nature park Modřanská rokle - Cholupice“ na Wikimedia Commons | 3/1991    | 891,6        |                                 |
| Praha                       | Prokopské a Dalejské údolí  |                                 |         | Kategorie „Nature park Prokopské a Dalejské údolí“ na Wikimedia Commons  | 7/1993    | 676,5        |                                 |
| Praha                       | Radotínsko – Chuchelský háj |                                 |         | Kategorie „Přírodní park Radotínsko-Chuchelský háj“ na Wikimedia Commons | 8/1990    | 877,5        |                                 |
| Praha                       | Rokytka                     |                                 |         | Kategorie „Přírodní park Rokytka“ na Wikimedia Commons                   | 8/1990    | 136,5        |                                 |
| Praha                       | Říčanka                     |                                 |         | Kategorie „Přírodní park Říčanka“ na Wikimedia Commons                   | 3/1984    | 497,7        |                                 |
| Praha                       | Smetanka                    |                                 |         | Kategorie „Přírodní park Smetanka“ na Wikimedia Commons                  | 2009      | 150          |                                 |
| Praha                       | Šárka-Lysolaje              |                                 |         | Kategorie „Přírodní park Šárka-Lysolaje“ na Wikimedia Commons            | 8/1990    | 1005         |                                 |
| Středočeský                 | Čížovky                     |                                 |         | Kategorie „Čížovky (nature park)“ na Wikimedia Commons                   | 1998      | 386          |                                 |
| Středočeský                 | Dolní Povltaví              |                                 |         | Kategorie „Nature park Dolní Povltaví“ na Wikimedia Commons              | 1994      |              |                                 |
| Středočeský, Ústecký        | Džbán                       |                                 |         | Kategorie „Nature park Džbán“ na Wikimedia Commons                       | 1994      | 41600        |                                 |
| Středočeský                 | Džbány–Žebrák               |                                 |         | Kategorie „Nature park Džbány-Žebrák“ na Wikimedia Commons               | 1996      | 5300         |                                 |
| Středočeský                 | Hornopožárský les           |                                 |         | Kategorie „Hornopožárský les“ na Wikimedia Commons                       | 2002      |              |                                 |
| Středočeský                 | Hřebeny (též Brdy-Hřebeny)  |                                 |         | Kategorie „Hřebeny“ na Wikimedia Commons                                 | 2009      | 18400        |                                 |
| Středočeský                 | Chlum                       |                                 |         | Kategorie „Chlum (nature park)“ na Wikimedia Commons                     | 2000      |              |                                 |
| Středočeský                 | Jabkenicko                  |                                 |         | Kategorie „Jabkenicko (Natural Park)“ na Wikimedia Commons               | 1998      |              |                                 |
| Středočeský                 | Jesenicko                   |                                 |         | Kategorie „Nature park Jesenicko“ na Wikimedia Commons                   |           |              |                                 |
| Středočeský, Jihočeský      | Jistebnická vrchovina       |                                 |         | Kategorie „Nature park Jistebnická vrchovina“ na Wikimedia Commons       | 1994      | 15270        |                                 |
| Středočeský                 | Kersko-Bory                 |                                 |         | Kategorie „Přírodní park Kersko-Bory“ na Wikimedia Commons               | 1986      | 2322         |                                 |
| Středočeský                 | Okolí Okoře a Budče         |                                 |         |                                                                          |           |              |                                 |
| Středočeský                 | Petrovicko                  |                                 |         | Kategorie „Nature park Petrovicko“ na Wikimedia Commons                  | 2008      |              |                                 |
| Středočeský                 | Povodí Kačáku               |                                 |         |                                                                          |           |              |                                 |
| Středočeský                 | Rymáň                       |                                 |         | Kategorie „Přírodní park Rymáň“ na Wikimedia Commons                     |           |              |                                 |
| Středočeský                 | Střed Čech                  |                                 |         | Kategorie „Přírodní park Střed Čech“ na Wikimedia Commons                | 1990      | 4575         |                                 |
| Středočeský                 | Škvorecká obora-Králičina   |                                 |         | Kategorie „Nature park Škvorecká obora-Králičina“ na Wikimedia Commons   | 2009      |              |                                 |
| Středočeský                 | Třemšín                     |                                 |         | Kategorie „Nature park Třemšín“ na Wikimedia Commons                     | 1997      | 11200        |                                 |
| Středočeský                 | Velkopopovicko              |                                 |         | Kategorie „Nature park Velkopopovicko“ na Wikimedia Commons              | 1993      |              |                                 |
| Jihočeský                   | Česká Kanada                |                                 |         |                                                                          |           |              |                                 |
| Jihočeský                   | Černická obora              |                                 |         |                                                                          |           |              |                                 |
| Jihočeský                   | Homolka - Vojířov           |                                 |         |                                                                          |           |              |                                 |
| Jihočeský                   | Javořická vrchovina         |                                 |         |                                                                          |           |              |                                 |
| Jihočeský                   | Kukle                       |                                 |         | Kategorie „Nature park Kukle“ na Wikimedia Commons                       |           |              |                                 |
| Jihočeský                   | Novohradské hory            |                                 |         |                                                                          |           |              |                                 |
| Jihočeský                   | Písecké hory                |                                 |         | Kategorie „Nature park Písecké hory“ na Wikimedia Commons                |           | 6030         |                                 |
| Jihočeský                   | Plziny                      |                                 |         | Kategorie „Přírodní park Plziny“ na Wikimedia Commons                    | 1994      | 1000         |                                 |
| Jihočeský                   | Polánka                     |                                 |         | Kategorie „Nature park Polánka“ na Wikimedia Commons                     | 1994      | 156          |                                 |
| Jihočeský                   | Poluška                     |                                 |         |                                                                          | 1999      | 2153         |                                 |
| Jihočeský                   | Soběnovská vrchovina        |                                 |         | Kategorie „Přírodní park Soběnovská vrchovina“ na Wikimedia Commons      | 1995      | 4070         |                                 |
| Jihočeský                   | Turovecký les               |                                 |         | Kategorie „Turovecký les“ na Wikimedia Commons                           | 2004      | 2030         |                                 |
| Jihočeský                   | Vyšebrodsko                 |                                 |         | Kategorie „Přírodní park Vyšebrodsko“ na Wikimedia Commons               | 1995      | 8410         |                                 |
| Plzeňský                    | Brdská vrchovina (Brdy)     |                                 |         |                                                                          |           |              |                                 |
| Plzeňský                    | Buděticko                   |                                 |         | Kategorie „Nature park Buděticko“ na Wikimedia Commons                   | 1994      | 4400         |                                 |
| Plzeňský                    | Buková hora – Chýlava       |                                 |         |                                                                          |           |              |                                 |
| Plzeňský, Karlovarský       | Český les                   |                                 |         | Kategorie „Nature park Český les“ na Wikimedia Commons                   |           |              |                                 |
| Plzeňský                    | Hadovka                     |                                 |         | Kategorie „Nature park Hadovka“ na Wikimedia Commons                     | 1986      |              |                                 |
| Plzeňský                    | Horní Berounka              |                                 |         | Kategorie „Nature park Horní Berounka“ na Wikimedia Commons              | 1996      | 10100        |                                 |
| Plzeňský, Karlovarský       | Horní Střela                |                                 |         | Kategorie „Přírodní park Horní Střela“ na Wikimedia Commons              | 1978      | 9992         |                                 |
| Plzeňský                    | Hřešihlavská                |                                 |         | Kategorie „Nature park Hřešihlavská“ na Wikimedia Commons                | 1978      | 978,8        |                                 |
| Plzeňský                    | Kakov – Plánický hřeben     |                                 |         | Kategorie „Nature park Plánický hřeben“ na Wikimedia Commons             |           |              |                                 |
| Plzeňský                    | Kamínky                     |                                 |         |                                                                          |           |              |                                 |
| Plzeňský                    | Kašperská vrchovina         |                                 |         | Kategorie „Nature park Kašperská vrchovina“ na Wikimedia Commons         | 1981      | 5157         |                                 |
| Plzeňský                    | Kochánov                    |                                 |         | Kategorie „Nature park Kochánov“ na Wikimedia Commons                    | 1994      | 8100         |                                 |
| Plzeňský                    | Kornatický potok            |                                 |         | Kategorie „Nature park Kornatický potok“ na Wikimedia Commons            | 2001      |              |                                 |
| Plzeňský                    | Kosí potok                  |                                 |         |                                                                          |           |              |                                 |
| Plzeňský                    | Manětínská                  |                                 |         | Kategorie „Manětínská“ na Wikimedia Commons                              | 1978      | 8832,5       |                                 |
| Plzeňský                    | Plánický hřeben             |                                 |         | Kategorie „Nature park Plánický hřeben“ na Wikimedia Commons             |           |              |                                 |
| Plzeňský                    | Pod Štědrým                 |                                 |         | Kategorie „Pod Štědrým“ na Wikimedia Commons                             |           |              |                                 |
| Plzeňský                    | Radeč                       |                                 |         | Kategorie „Nature park Radeč“ na Wikimedia Commons                       | 1997      | 6000         |                                 |
| Plzeňský                    | Rohatiny                    |                                 |         |                                                                          | 1978      | 1139,4       |                                 |
| Plzeňský                    | Sedmihoří                   |                                 |         | Kategorie „Nature park Sedmihoří“ na Wikimedia Commons                   | 1994      | 2762,1       |                                 |
| Plzeňský                    | Trhoň                       |                                 |         | Kategorie „Nature park Trhoň“ na Wikimedia Commons                       | 1979      | 4465         |                                 |
| Plzeňský                    | Úterský potok               |                                 |         | Kategorie „Nature park Úterský potok“ na Wikimedia Commons               | 1997      |              |                                 |
| Plzeňský                    | Valcha                      |                                 |         | Kategorie „Nature park Valcha“ na Wikimedia Commons                      |           |              |                                 |
| Plzeňský                    | Zelenov                     |                                 |         |                                                                          |           |              |                                 |
| Karlovarský                 | Halštrov                    |                                 |         | Kategorie „Nature park Halštrov“ na Wikimedia Commons                    | 1984      | 4300         |                                 |
| Karlovarský                 | Jelení vrch                 |                                 |         | Kategorie „Přírodní park Jelení vrch“ na Wikimedia Commons               | 1985      | 4300         |                                 |
| Karlovarský                 | Kamenné vrchy               |                                 |         | Kategorie „Nature park Kamenné vrchy“ na Wikimedia Commons               | 1995      | 3600         |                                 |
| Karlovarský                 | Leopoldovy Hamry            |                                 |         | Kategorie „Přírodní park Leopoldovy Hamry“ na Wikimedia Commons          | 1995      | 4000         |                                 |
| Karlovarský                 | Přebuz                      |                                 |         | Kategorie „Nature park Přebuz“ na Wikimedia Commons                      | 1980      | 9859         |                                 |
| Karlovarský                 | Smrčiny                     |                                 |         | Kategorie „Nature park Smrčiny“ na Wikimedia Commons                     | 1990      | 6300         |                                 |
| Karlovarský                 | Stráž nad Ohří              |                                 |         | Kategorie „Nature park Stráž nad Ohří“ na Wikimedia Commons              |           |              |                                 |
| Karlovarský                 | Zlatý kopec                 |                                 |         | Kategorie „Nature park Zlatý kopec“ na Wikimedia Commons                 | 1995      | 1700         |                                 |
| Ústecký                     | Bezručovo údolí             |                                 |         | Kategorie „Nature park Bezručovo údolí“ na Wikimedia Commons             | 2002      | 6500         |                                 |
| Ústecký                     | Dolní Poohří                |                                 |         | Kategorie „Nature park Dolní Poohří“ na Wikimedia Commons                | 2001      | 4000         |                                 |
| Ústecký                     | Doupovská pahorkatina       |                                 |         | Kategorie „Nature park Doupovská pahorkatina“ na Wikimedia Commons       | 1996      | 4770         |                                 |
| Ústecký                     | Loučenská hornatina         |                                 |         | Kategorie „Nature park Loučenská hornatina“ na Wikimedia Commons         | 2006      | 14425        |                                 |
| Ústecký                     | Údolí Prunéřovského potoka  |                                 |         | Kategorie „Nature park Údolí Prunéřovského potoka“ na Wikimedia Commons  |           |              |                                 |
| Ústecký                     | Východní Krušné hory        |                                 |         | Kategorie „Východní Krušné hory“ na Wikimedia Commons                    | 1995      | 4000         |                                 |
| Liberecký                   | Ještěd                      |                                 |         | Kategorie „Nature park Ještěd“ na Wikimedia Commons                      |           |              |                                 |
| Liberecký                   | Maloskalsko                 |                                 |         |                                                                          |           |              |                                 |
| Liberecký                   | Peklo                       |                                 |         | Kategorie „Nature park Peklo“ na Wikimedia Commons                       |           |              |                                 |
| Královéhradecký, Pardubický | Orlice                      |                                 |         | Kategorie „Přírodní park Orlice“ na Wikimedia Commons                    |           |              |                                 |
| Královéhradecký             | Sýkornice                   |                                 |         |                                                                          |           |              |                                 |
| Královéhradecký             | Les Včelný                  |                                 |         |                                                                          |           |              |                                 |
| Královéhradecký             | Údolí Rokytenky a Hvězdné   |                                 |         |                                                                          |           |              |                                 |
| Královéhradecký             | Hrádeček                    |                                 |         | Kategorie „Nature park Hrádeček“ na Wikimedia Commons                    |           |              |                                 |
| Pardubický                  | Bohdalov-Hartinkov          |                                 |         | Kategorie „Nature park Bohdalov-Hartinkov“ na Wikimedia Commons          |           |              |                                 |
| Pardubický                  | Březná                      |                                 |         |                                                                          |           |              |                                 |
| Pardubický                  | Doubrava                    |                                 |         |                                                                          |           |              |                                 |
| Pardubický                  | Heřmanův Městec             |                                 |         | Kategorie „Nature park Heřmanův Městec“ na Wikimedia Commons             |           |              |                                 |
| Pardubický                  | Jeřáb                       |                                 |         |                                                                          |           |              |                                 |
| Pardubický                  | Králický Sněžník            |                                 |         |                                                                          |           |              |                                 |
| Pardubický                  | Lanškrounské rybníky        |                                 |         |                                                                          |           |              |                                 |
| Pardubický                  | Suchý vrch - Buková hora    |                                 |         |                                                                          |           |              |                                 |
| Pardubický                  | Údolí Krounky a Novohradky  |                                 |         | Kategorie „Údolí Krounky a Novohradky“ na Wikimedia Commons              |           |              |                                 |
| Pardubický                  | Údolí Křetínky              |                                 |         |                                                                          |           |              |                                 |
| Vysočina                    | Balinské údolí              |                                 |         |                                                                          |           |              |                                 |
| Vysočina                    | Bohdalovsko                 |                                 |         |                                                                          |           |              |                                 |
| Vysočina                    | Čeřínek                     |                                 |         | Kategorie „Čeřínek“ na Wikimedia Commons                                 |           |              |                                 |
| Vysočina                    | Údolí Doubravy (Doubrava?)  |                                 |         |                                                                          |           |              |                                 |
| Vysočina                    | Melechov                    |                                 |         | Kategorie „Melechov Natural Park“ na Wikimedia Commons                   |           |              |                                 |
| Vysočina, Jihomoravský      | Rokytná                     |                                 |         | Kategorie „Nature park Rokytná“ na Wikimedia Commons                     |           |              |                                 |
| Vysočina, Jihomoravský      | Střední Pojihlaví           |                                 |         | Kategorie „Střední Pojihlaví“ na Wikimedia Commons                       |           |              |                                 |
| Vysočina, Jihomoravský      | Svratecká hornatina         |                                 |         | Kategorie „Svratecká hornatina“ na Wikimedia Commons                     |           |              |                                 |
| Vysočina                    | Třebíčsko                   |                                 |         | Kategorie „Nature park Třebíčsko“ na Wikimedia Commons                   |           |              |                                 |
| Jihomoravský                | Baba                        |                                 |         | Kategorie „Přírodní park Baba“ na Wikimedia Commons                      | 1990      | 1000         |                                 |
| Jihomoravský                | Bobrava                     |                                 |         | Kategorie „Nature park Bobrava“ na Wikimedia Commons                     | 1982      | 3100         |                                 |
| Jihomoravský                | Halasovo Kunštátsko         |                                 |         | Kategorie „Halasovo Kunštátsko“ na Wikimedia Commons                     | 1980      | 40           |                                 |
| Jihomoravský                | Jevišovka                   |                                 |         |                                                                          |           |              |                                 |
| Jihomoravský                | Lysicko                     |                                 |         | Kategorie „Nature park Lysicko“ na Wikimedia Commons                     | 1994      | 40.2         |                                 |
| Jihomoravský                | Mikulčický luh              |                                 |         |                                                                          |           |              |                                 |
| Jihomoravský                | Niva Dyje                   |                                 |         | Kategorie „Niva Dyje“ na Wikimedia Commons                               | 2002      | 15           |                                 |
| Jihomoravský                | Niva Jihlavy                |                                 |         | Kategorie „Nature park Niva Jihlavy“ na Wikimedia Commons                | 1999      | 1300         |                                 |
| Jihomoravský                | Oslava                      |                                 |         | Kategorie „Nature park Oslava“ na Wikimedia Commons                      | 1997      | 2200         |                                 |
| Jihomoravský                | Podkomorské lesy            |                                 |         | Kategorie „Podkomorské lesy“ na Wikimedia Commons                        | 1989      | 40           |                                 |
| Jihomoravský                | Rakovecké údolí             |                                 |         | Kategorie „Rakovecké údolí“ na Wikimedia Commons                         |           |              |                                 |
| Jihomoravský                | Řehořkovo Kořenecko         |                                 |         | Kategorie „Řehořkovo Kořenecko“ na Wikimedia Commons                     | 1988      | 23.8         |                                 |
| Jihomoravský                | Říčky                       |                                 |         | Kategorie „Přírodní park Říčky“ na Wikimedia Commons                     | 1984      | 25.3         |                                 |
| Jihomoravský                | Strážnické Pomoraví         |                                 |         | Kategorie „Nature park Strážnické Pomoraví“ na Wikimedia Commons         | 1993      | 31           |                                 |
| Jihomoravský                | Údolí Bílého potoka         |                                 |         | Kategorie „Nature park Údolí Bílého potoka“ na Wikimedia Commons         | 1992      | 3500         |                                 |
| Jihomoravský                | Výhon                       |                                 |         | Kategorie „Nature park Výhon“ na Wikimedia Commons                       | 2002      | 1700         |                                 |
| Jihomoravský                | Ždánický les                |                                 |         | Kategorie „Ždánický les“ na Wikimedia Commons                            | 1996      | 68           |                                 |
| Olomoucký                   | Březná                      |                                 |         |                                                                          |           |              |                                 |
| Olomoucký                   | Kladecko                    |                                 |         | Kategorie „Kladecko“ na Wikimedia Commons                                |           |              |                                 |
| Olomoucký                   | Sovinecko                   |                                 |         |                                                                          |           |              |                                 |
| Olomoucký                   | Terezské údolí              |                                 |         | Kategorie „Přírodní park Terezské údolí“ na Wikimedia Commons            | 1996      | 760          | r. 2006 v jeho jádru zřízena PR |
| Olomoucký                   | Údolí Bystřice              |                                 |         |                                                                          |           |              |                                 |
| Olomoucký                   | Velký Kosíř                 |                                 |         | Kategorie „Nature park Velký Kosíř“ na Wikimedia Commons                 |           |              |                                 |
| Moravskoslezský             | Moravice                    |                                 |         |                                                                          |           |              |                                 |
| Moravskoslezský             | Oderské vrchy               |                                 |         |                                                                          |           |              |                                 |
| Moravskoslezský             | Podbeskydí                  |                                 |         |                                                                          |           |              |                                 |
| Moravskoslezský             | Sovinecko                   |                                 |         |                                                                          |           |              |                                 |
| Moravskoslezský             | Údolí Bystřice              |                                 |         |                                                                          |           |              |                                 |
| Zlínský                     | Hostýnské vrchy             |                                 |         | Kategorie „Hostýnské vrchy“ na Wikimedia Commons                         |           |              |                                 |
| Zlínský                     | Chřiby (Sříbrnické paseky?) |                                 |         |                                                                          |           |              |                                 |
| Zlínský                     | Prakšická vrchovina         |                                 |         | Kategorie „Nature park Prakšická vrchovina“ na Wikimedia Commons         |           |              |                                 |
| Zlínský                     | Vizovické vrchy             |                                 |         | Kategorie „Vizovické vrchy“ na Wikimedia Commons                         |           |              |                                 |
| Zlínský                     | Záhlinické rybníky          |                                 |         | Kategorie „Záhlinické rybníky“ na Wikimedia Commons                      |           |              |                                 |
| Zlínský                     | Želechovické paseky         |                                 |         |                                                                          |           |              |                                 |